# パラマウント・ピクチャーズ
パラマウント・ピクチャーズ・コーポレーション（Paramount Pictures Corporation）は、アメリカの映画およびテレビ番組の製作・配給会社であり、パラマウント・スカイダンス・コーポレーションの子会社。世界で5番目に古い映画スタジオであり、アメリカでは2番目に古い（ユニバーサル・ピクチャーズ設立の8日後）1912年に設立された映画スタジオ。「ビッグ5」と呼ばれるアメリカの映画スタジオの中で唯一、現在もロサンゼルス市内に存在する。
1916年、映画プロデューサーのアドルフ・ズコールは24人の俳優と女優を契約させ、それぞれにロゴに星をつけた。1967年、星の数は22個に減らされ、隠された意味も取り払われた。2014年、パラマウント・ピクチャーズはハリウッドのメジャースタジオとして初めて、全作品をデジタルのみで配給するようになった。本社とスタジオは、カリフォルニア州ハリウッドのメルローズ通り5555番地にある。
モーション・ピクチャー・アソシエーション（MPA）のメンバーである。日本ではパラマウント映画（パラマウントえいが）の名前で知られている。

## 概要
1912年にアドルフ・ズコールが設立した「フェーマス・プレイヤーズ」を源流とし、その後「フェイマス・プレイヤーズ・ラスキー・スタジオ」と呼称して、1924年に「パラマウント」に社名を変えた。ただしパラマウントはもともと1914年にW・W・ホドキンスンが設立した映画配給会社の社名であり、アドルフ・ズコールのフェーマス・プレーヤーズが製作した映画の多くを配給していた会社であった。そして1916年にズコールがこの配給会社の実権を握り、同じ年に1913年に設立された「ジェシー・L・ラスキー・フィチャー・プレイ・カンパニー」と「フェーマス・プレーヤーズ」と合わせて3社が合併して「フェイマス・プレイヤーズ・ラスキー・スタジオ」となり、その後社名を「パラマウント」にしたものである。
アメリカ映画界で設立当初から大手メジャー会社として君臨し、製作と配給部門を掌握したズーカーがやがて劇場の買収を進め、アメリカの映画史上初めて製作・配給・興行の垂直統合を実現して、徹底したスターシステムと豪華主義でサイレント時代から映画界をリードしていたが、大恐慌時には破産宣告を受ける。しかし1935年頃に再建して後には都会派コメディーに力を入れて復活した。1966年にはコングロマリットのガルフ&ウェスタンの傘下となり、1994年には大手ケーブル会社バイアコム（現・パラマウント・スカイダンス・コーポレーション）に買収されて今日に至っている。大型画面が盛んとなった1950年代に独自にワイドスクリーンのビスタビジョン（ビスタサイズ）を開発したことでも知られる。

## 歴史
- 1912年 - アドルフ・ズコールが「フェイマス・プレイヤーズ」を設立する。
- 1916年 - 映画製作会社「ジェシー・L・ラスキー・フィチャー・プレイ・カンパニー」（1913年に設立）と合併し、「フェイマス・プレイヤーズ・ラスキー・スタジオ」となる。
- 1927年 - 社名を「パラマウント」に改称する。
- 1933年 - 財政難で破産宣告。
- 1935年 - 会社再建。
- 1948年 - 最高裁から独占禁止法に触れるとする判決を受ける。
- 1949年 - 前年の最高裁判決を受けて興行部門を分離する。
- 1957年 - 1948年以前の大部分のトーキー作品の版権（『我輩はカモである』、『誰が為に鐘は鳴る』、『失われた週末』等）をEMKA（MCAレコードの子会社）に売却。これらの版権は現在、ユニバーサル映画が保有する。
- 1966年 - コングロマリットのガルフ&ウェスタン社に買収される。
- 1994年 - バイアコム（現・パラマウント・スカイダンス・コーポレーション（英語版））に買収される。
- 2005年 - バイアコムは会社分割により、パラマウントやMTVなどを新しいバイアコムとして分離。この際、テレビ番組製作会社のCBSパラマウントテレビジョン（旧パラマウント・テレビジョン）はCBSコーポレーション傘下に残る。
- 2013年 - テレビ部門としてパラマウント・テレビジョン・スタジオを設立[4][5]。
- 2024年 - パラマウント・テレビジョン・スタジオを閉鎖[4][5]。
- 2025年 - MTVエンターテインメント・スタジオとスカイダンス・テレビジョンの合併により、パラマウント・テレビジョン・スタジオを再設立[6]。

## 創業者アドルフ・ズコールの逸話
東欧系ユダヤ人としてハンガリーで生まれたアドルフ・ズコールは移民労働者からハリウッドのタイクーンになった人物である。
彼は若くして新大陸に渡り、モップ拭きからスタートして毛皮商として成功し、そして後に劇場王となる同業者の親友、マーカス・ロウに触発され、ボードビル会社を設立。次いでニッケルオデオン興行から映画配給、映画製作へと進出した。
1912年、製作プロダクションの乱立で作品の質の低下に行き詰まりを感じたズコールは、1906年頃にフランスに起こった、文学や戯曲の名作を当時の人気舞台俳優たちに演じさせて映画を作る芸術映画運動（フィルム・ダール）に注目して、フランスに行き、当時舞台での大女優サラ・ベルナールを口説き落として全財産を注ぎ込んで製作したのがサイレント映画の大作「エリザベス女王」で、これをアメリカに逆輸入して大ヒットさせた。ズコールはこれに力を得て同年映画スタジオを設立、「・・有名な戯曲を有名な俳優によって映画に・・」（あるいは「・・名優を名作で・・」）をキャッチフレーズにフェーマス・プレーヤーズと名付けた。
この時ボードビリアンのジェシー・ラスキー、手袋商のサミュエル・ゴールドフィッシュ（後にゴールドウィンと改名）、当時脚本家で後に大プロデューサーとなるセシル・B・デミルらと組んで、翌1913年にハリウッド初の長編映画「スクォー・マン」を製作する。
さらには、D・W・グリフィスが『國民の創生』（1915年）、『イントレランス』（1916年）を次々発表。ズーカーの経営手腕は凄まじいもので、人気スターの出演作を次々購入・製作し、市場を奪われた興業者たちの間では「ズコールを止めろ!」が合言葉になる程であった。20年半ばでの収益はフォックスの2倍、ユニバーサルの3倍、ワーナーの5倍に及んだ。やがて、ズコールとラスキーはそれぞれの会社と新興の配給会社パラマウントを併合して、フェイマス・プレイヤーズ・ラスキー・スタジオとなり、それが今日のパラマウント・ピクチャーズとなった。

## オープニングロゴ

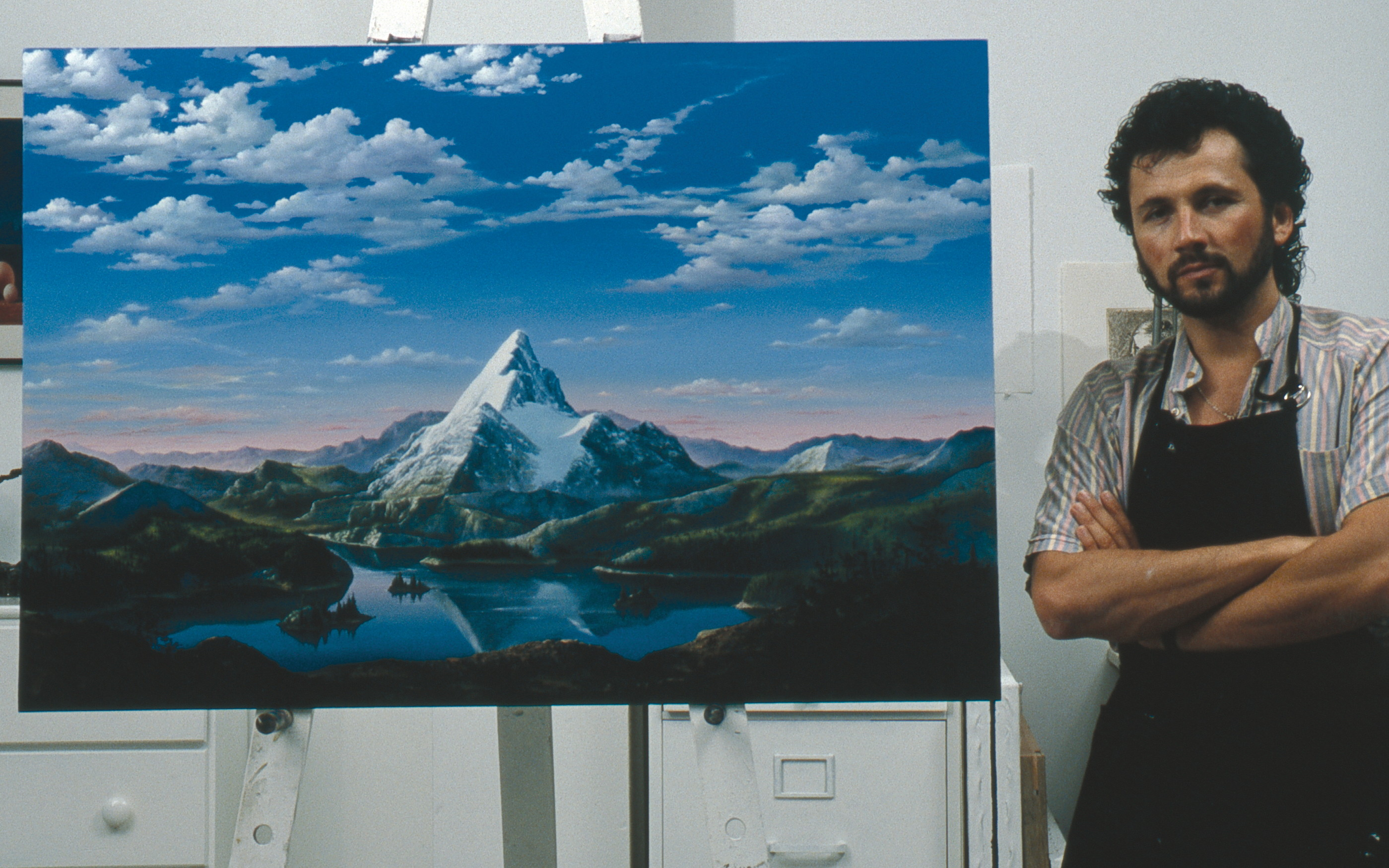
パラマウントスタジオが75周年を迎えた際、画家のDario Campanile（写真右）によって、ロゴが手直しされた。この原画はパラマウントスタジオに展示されている。

ピラミッド型の特徴的なパラマウント山は、創業以来、同社のプロダクションロゴの主役であり、現存するハリウッド映画のロゴとしては最も古いものである。サウンド時代には、このロゴに、1930年に公開された同名の映画にちなんで「パラマウント・オン・パレード」というファンファーレを付けていた。このファンファーレの歌詞は、もともと1930年の映画で歌われたもので、"Proud of the crowd that will never be loud, it's Paramount on Parade. "というものである。
伝説によると、この山はウィリアム・ホドキンソン（en:William Wadsworth Hodkinson）がアドルフ・ズコールと打ち合わせをした際に作った落書きが元になっているという。これは、彼が幼少期に過ごしたユタ州での思い出が元になっていると言われている。ユタ州のベン・ローモンドがホッドキンソンの落書きした山で、ペルーのアルテソンラジュが実写のロゴの山だとする説や、イタリア側のモンヴィーゾがこのロゴのモチーフになったとする説もある。ロゴの版によっては、ワサッチ山脈のもう一つの山であるファイファーホルンや、スイスとイタリアの国境にあるマッターホルンに酷似しているものもある。また、アラスカのハンティントン山にも酷似している。
映画ロゴは、長年にわたって多くの変化を遂げてきた。
- このロゴは、木炭で描かれた山に星を重ねた、やや不鮮明なものから始まった。これは、パラマウントが当時24人のスターと契約していたことから、当時の俳優の契約制度にちなんだものであった。
- 1951年、このロゴはヤン・ドメラの手によるマットペインティングとしてリデザインされた。
- 1953年には、3Dで製作されたパラマウント映画のために、より新しく、よりリアルなロゴがデビューした。1954年初めから半ばにかけて、ワイドスクリーン・プロセスのビスタビジョンで製作されたパラマウント作品用に作り直されたものである。「VistaVision - Motion Picture High Fidelity」というテキストは、タイトルシーケンスに消える前に、パラマウントのロゴの上に短く表示されることが多かった。1968年初頭、「A Paramount Picture/Release」のテキストが「Paramount」に短縮され、下部に「A Gulf+Western Company」のバイラインが入り、星の数が22に減らされた。1974年には、Paramountの文字とGulf+Westernの文字が異なるフォントで表示されるようになり、さらにデザインが変更された。
- 1975年9月には、その後何十年にもわたって使用された1968年のロゴのデザインを踏襲し、ブルーの濃淡でシンプルなロゴに変更した。パラマウント・テレビジョンでは、1968年からこのロゴを使用していた。
- 1986年12月には、湖と星をCGで表現した全く新しいロゴを発表した。このバージョンのパラマウントのロゴは、ダリオ・カンパニレがデザインし、フリップ・ユア・リッド・アニメーション、オムニバス／アベルがCGIの星を、アポジーが山をアニメーション化した。このロゴでは、星は以前のように山の上に重なるのではなく、画面上を横切るようにしてアーチ型に移動するようになっていた。このロゴのリニューアル版は、1999年6月30日に「サウスパーク/無修正映画版」で公開された。
- 2002年3月には、夜空から流れ星が落ちてきてアーチを描き、その間にパラマウントのロゴが飛び込んでくるという新しいロゴが登場した。2010年5月7日公開の『アイアンマン2』では、このロゴのリニューアル版も登場した。エベレストのサウスコル付近が主なモチーフとなっている。音楽は、『ミーン・ガールズ』でのみ使用されたパラマウント・オン・パレードが使われている。このロゴは、DVDとBlu-rayの発売時に、2019年3月5日まで「Viacom」のバイラインによる初代のままで採用され続け、『インスタント・ファミリー 〜本当の家族見つけました〜』で使用は終わった。
- 2011年12月16日、DevastudiosがTerragenを使用して行ったアニメーションで、リニューアルしたロゴが発表された。新しいロゴは、周囲の山脈と背景で輝く太陽を含んでいる。マイケル・ジアッチーノが、このロゴの新しいファンファーレを作曲した。彼のファンファーレの仕事は、パラマウント・プレイヤーズやパラマウント・アニメーションのロゴ、パラマウント・テレビジョン・スタジオのロゴに引き継がれ、68ウイスキーとともにパラマウント・ネットワーク・オリジナル・プロダクションのロゴにも使用されている。
- 2022年、ViacomCBSがパラマウントの名称とブランド名を全て引き継いだ後、パラマウントのロゴの下部に「Pictures」の文字が復活した。

## パラマウント訴訟
アメリカの映画史を語る場合に、1948年の「パラマウント訴訟」を外すことはできない。パラマウントの創業者のズーカー、フォックスの創業者ウイリアム・フォックス、ユニバーサルの創業者カール・リームル、MGMの創業者のルイス・B・メイヤーとマーカス・ロウ、そしてワーナー兄弟らは最初は映画興行者としてこの世界に入った。そして彼らはやがて映画興行の分野から配給業者として配給の分野を抑えて、やがて映画製作の分野に進出した。そして製作・配給・興行の三部門をいずれも自社で賄い、特に映画館をそれぞれが自社の傘下に入れて、ほぼ市場を独占して寡占化の状態となった。
こうした製作・配給・上映を垂直に統合した構造的連携は前例のない競争力を発揮して、製作者は作っても上映されない不安はなく、映画館は毎週のプログラムに穴があくような作品不足を心配することはなく、配給者は製作側と上映側との調整で効率的に宣伝活動が行える体制が出来上がった。こうした製作・配給・上映を連結させた垂直統合構造が主流となり、これに最も尽力したのがアドルフ・ズーカーでパラマウントは早い時期からアメリカの映画会社のメジャーとなった。
1940年代にはアメリカ映画界のメジャー会社としてパラマウント、MGM、ワーナー・ブラザース、RKO、20世紀フォックスのビッグ5と、ユニバーサル、コロンビア、ユナイトのリトル3を合わせて8社が挙げられていた。この当時パラマウントは破産と再建を経て筆頭会社に挙げられていたのである。それは一方で、ビッグ5と呼ばれた各社が独自の配給網を使って傘下の映画館には自社のA級作品を優先的に卸して独立系の映画館には人気の無い作品を高額で卸し、また独立系プロの製作した作品は自社の映画館には卸さない差別的な商法でもあったので、このことで苦情や抗議が相次ぎ、1938年に司法省がビッグ5のメジャー5社に対して独占禁止法に触れるとして訴えを起した。これが筆頭会社の名をとって「パラマウント訴訟」と今日では呼ばれているものである。
訴訟は第1次と第2次の訴訟で裁判が長引き、地裁、高裁を経て最高裁が差し戻し、1948年に地裁で独占禁止法に触れるとする判決が出されて、まずRKOが同年11月、パラマウントは1949年3月に判決に同意した結果、この判決のため、各社とも自社で抑えていた劇場網である映画館を手放さざるを得なくなった。これによってメジャー各社は最大の収益源であった劇場を手放すことになり、興行側が自由に競争できるフリー・ブッキング制に移り、またテレビの登場で観客数の減少傾向になったことで、映画会社は余裕があった時代には製作できた「B級映画」を削減せざるを得なくなり、1本の作品にかける大作主義をとるようになった。それは当然製作本数の激減を生み、監督やスタッフ、俳優の需要が減り、やがて1960年代後半から1970年代半ばにかけて映画製作の本拠地であったハリウッドのスタジオが閑古鳥に泣く事態となり、ハリウッドが生まれてから続いた「スタジオシステム」を崩壊させて、映画の都ハリウッドの変貌をもたらすことになった。

## 次世代DVDへの対応
HD DVDとBlu-ray Disc（以下“Blu-ray”）がDVDの後継フォーマットを巡って争った、いわゆる当時の「次世代ディスク（次世代DVD）戦争」では、パラマウントは、当初HD DVDのみを支持していたが、Blu-rayの生産コストがDVDとほとんど変わらなくなったことを受け、2005年10月には、ワーナー・ブラザース（以下“ワーナー”）と共に両フォーマットを支持する方針に転換して、Blu-ray版ソフトのリリースを開始。その結果もあり、フォーマット争いはBlu-ray有利で進んでいた。
2007年8月20日、パラマウントは突如として再びHD DVD版のみをリリースする方針に転換する事を発表、発売を控えていた複数のBlu-rayタイトルが発売中止。既発売のBlu-ray版ソフトも出荷が停止された。俗に“パラマウントショック”などと呼ばれた本件に対して、当時パラマウントのヒット作である『トランスフォーマー』の監督・マイケル・ベイなどを筆頭とした各クリエーターや識者は、パラマウントの方針を強く非難した。また、規格争い終結後、ドリームワークスのCEOが、「皆さんがご存知のように、我々はHD DVDのみを独占的にサポートすることで多額の補償を受けていた」と、ロイターの取材で公言している。
その後、2008年1月4日に、ワーナーがソフトリリースをBlu-rayに限定すると発表したことで、HD DVD市場が急速に終息化、2月19日には、東芝がHD DVD事業を全て終了すると発表。パラマウントも、2月21日にBlu-ray Discに再参入することを発表し、“ パラマウントショック ”から始まった迷走は、終焉を迎えた。
日本市場でもパラマウント本社の意向を受ける形で日本法人が動いた事もあり、概ね同じ経緯でHD DVD/Blu-ray版ダブルリリース → 既発売Blu-ray版ソフトのリリース停止 → HD DVD版生産終了 → Blu-ray版ソフトリリース復活、という流れになった。2008年7月25日には、BOXを含む6タイトル、8作品のBlu-ray版ソフトが再リリースされ、HD DVDのみで発売されていたタイトルも相次いでBlu-ray化された。

## 日本法人
戦前に日本法人のパラマウント映画日本支社（パラマウントえいがにほんししゃ、初代）を設立し、「パラマウント映画チェーン」という独自の洋画興行チェーンなどで上映していた。1931年に興行部門を同業他社の松竹の洋画興行部門「松竹座チェーン」と合併して松竹パ社興行社（しょうちくパしゃこうぎょうしゃ）とし、共同で「SPチェーン」を営業していた。1933年に興行を撤退。以降も日本支社は存続して各映画館に配給していたが、1941年12月8日の真珠湾攻撃によって太平洋戦争が開戦した為に解散した。
1946年にセントラル映画社の設立によって映画配給を再開、同社が解体された1951年末にパラマウント映画日本支社（2代目）を設立した。1970年、パラマウントとユニバーサルの合弁企業シネマ・インターナショナル・コーポレーション（CIC）の発足に伴い日本支社は解散した。映画配給はCIC（後にユナイテッド・インターナショナル・ピクチャーズ、UIP）、ビデオソフト販売はユニバーサル、日本ビクターとの合弁会社として1984年1月20日に設立されたCIC・ビクター ビデオ（シーアイシー・ビクター ビデオ）によって行われた。
2001年にユニバーサルは日本法人ユニバーサル・ピクチャーズ・ジャパンを設立し、ビデオソフト販売をCIC・ビクター ビデオから変更した。翌2002年6月にパラマウントはCIC・ビクター ビデオをパラマウント ホーム エンタテインメント ジャパンと改称してホーム・エンタテインメント事業を行った。
2005年にUIPの世界的な事業再編が発表されると2007年5月にユニバーサル作品の東宝東和での配給が決まり、同年9月にパラマウント ホーム エンタテインメント ジャパンはパラマウント ジャパンに改称し、新たに設けられた映画配給部門でパラマウント作品の映画配給を開始した。
2012年10月、社名をパラマウント・ジャパン合同会社に変更した。
2015年10月8日、東宝東和と劇場配給契約を締結。これまでの自社配給に代わって翌2016年2月1日から東宝東和の新子会社・東和ピクチャーズがパラマウント作品の劇場配給を行うことを発表、映像ソフト販売も同年1月1日からNBCユニバーサル・エンターテイメントジャパンに移管した（ただし、パラマウント・ジャパン合同会社は継続）。
長年パラマウント・ピクチャーズ ブルーレイ&DVD公式サイトで採用され続けてきた「Viacom」（2代目）及び「ViacomCBS」のバイラインは2022年4月に全面的に廃止し、東和ピクチャーズ オフィシャルサイトで使用し続けてきた「ViacomCBS」のバイラインも、同年4月に廃止した。
2025年3月3日、パラマウント・グローバルの子会社であるパラマウント・ピクチャーズ インターナショナル・リミテッドが、ハピネット（ハピネット・メディアマーケティング）とビデオグラム包括ライセンス契約を締結し、同年7月1日より、ビデオソフトの製造・販売事業をハピネット・メディアマーケティングに移管した。同年6月30日、パラマウント・ピクチャーズ ブルーレイ&DVD公式サイトのサービスを終了した。

### 歴史
- 1922年（大正11年）7月 - パラマウント映画日本支社（初代）設立。
- 1941年（昭和16年）末 - 1942年（昭和17年） - 日本支社（初代）解散。
- 1951年（昭和26年）末 - 1952年（昭和27年） - パラマウント映画日本支社（2代目）を設立。
- 1970年（昭和45年）6月 - 日本支社（2代目）解散。ユニバーサル映画と合弁でシネマ・インターナショナル・コーポレーション発足[16]。
- 1984年（昭和59年）1月20日 - CIC・ビクター ビデオ株式会社（登記上表記はシーアイシー・ビクタービデオ株式会社）を設立。
- 2002年（平成14年）6月 - パラマウント ホーム エンタテインメント ジャパン株式会社（PHEJ）に社名変更。パラマウント作品のコンテンツ配給・ビデオソフトの製造、販売に特化。
- 2004年（平成16年） - 福岡市の遊戯施設運営会社・日本トレイドが福岡県久山町にパラマウント・ムービー・スタジオ・パーク・ジャパンの建設計画を発表。しかし立ち消えとなる[20]。
- 2007年（平成19年）9月1日 - 映画配給部門を設立。社名をパラマウント ジャパン株式会社に再度変更。
- 2008年（平成20年）1月 - 映画配給を開始。最初の配給作品は『クローバーフィールド/HAKAISHA』。
- 2009年（平成21年） - 大阪の不動産ファンドがパラマウント・ピクチャーズと共同で吹田市のエキスポランド跡地にリゾート施設「パラマウント・リゾート大阪」を構想する計画を発表（但しこの土地は三井不動産[21]が落札した為、計画は白紙となった。）[22][23]。
- 2010年（平成22年）11月13日 - 初の日本映画配給作品『ゴースト もういちど抱きしめたい』が公開。
- 2012年（平成24年）10月 - 社名をパラマウント・ジャパン合同会社に変更。
- 2015年（平成27年）
  - 第33回ゴールデングロス賞・全興連特別賞（外国映画部門）を受賞。
  - 8月7日 - 最後の配給作品『ミッション:インポッシブル/ローグ・ネイション』が公開。
  - 10月8日 - 東宝東和とパラマウントが劇場配給契約を締結し、翌2016年2月1日から東宝東和の新子会社「東和ピクチャーズ」がパラマウント作品の劇場配給を行うことを発表した。
- 2016年1月1日 - 上記の事態を受け、NBCユニバーサルの日本法人（NBCユニバーサル・エンターテイメントジャパン）へ同作品の映像ソフト発売・販売権を委譲（ただし、パラマウント・ジャパン合同会社は継続。）。
- 2025年3月3日 - 上記の事態を受け、ハピネット・メディアマーケティングとビデオグラム包括ライセンス契約を締結[18]。

## 作品ライブラリー
- 10日間で男を上手にフル方法
- 13日の金曜日
- 1900年（20世紀フォックス、ユナイテッド・アーティスツとの共同出資）
- アウトロー
  - ジャック・リーチャー NEVER GO BACK
- アメリカの悲劇
- アラスカ珍道中
- ある愛の詩
- アルカトラズからの脱出
- アンタッチャブル
- インターステラー（ワーナー・ブラザースと共同提供）
- インディ・ジョーンズシリーズ
  - レイダース/失われたアーク《聖櫃》
  - インディ・ジョーンズ/魔宮の伝説
  - インディ・ジョーンズ/最後の聖戦
  - インディ・ジョーンズ/クリスタル・スカルの王国
  - インディ・ジョーンズと運命のダイヤル
- ウィズアウト・リモース
- ウォッチメン（ワーナー・ブラザースと共同提供）
- 失われた週末
- 裏窓
- 麗しのサブリナ
- エレファントマン（日本では東宝東和が配給）
- エアベンダー
- OK牧場の決斗
- 大時計
- オリエント急行殺人事件
- 喝采
- 硝子の塔
- ガリバー旅行記
- 間諜X27
- カンバセーション…盗聴…
- キングコング
- グッド・バーガー
- クローバーフィールドシリーズ
  - クローバーフィールド/HAKAISHA
  - 10 クローバーフィールド・レーン
  - クローバーフィールド・パラドックス
- クロール -凶暴領域-
- クレオパトラ
- クワイエット・プレイス
  - クワイエット・プレイス 破られた沈黙
- ゴースト・イン・ザ・シェル（ドリームワークスと共同提供）
- ゴースト/ニューヨークの幻
- コットンクラブ
- ゴッドファーザーシリーズ
  - ゴッドファーザー
  - ゴッドファーザーPARTII
  - ゴッドファーザーPARTIII
- コラテラル（ドリームワークスと共同提供）
- サイコ
- サウスパーク/無修正映画版（ワーナー・ブラザースと共同提供）
- サタデー・ナイト・フィーバー
  - ステイン・アライブ
- ゾディアック（ワーナー・ブラザースと共同提供）
- 寒い国から帰ったスパイ
- サムソンとデリラ
- サリヴァンの旅
- ザ・リング/リバース
- サンセット大通り
- シェーン
- ジキル博士とハイド氏
- 地獄の黙示録（日本では角川ヘラルド・ピクチャーズが配給）
- シャーロットのおくりもの
  - シャーロットのおくりもの ウィルバーの大ぼうけん
  - シャーロットのおくりもの
- ジャック・ライアンシリーズ
  - レッド・オクトーバーを追え!
  - パトリオット・ゲーム
  - 今そこにある危機
  - トータル・フィアーズ
  - エージェント:ライアン
- シャッター アイランド
- 上海特急
- 十誡
- 十戒
- 十字軍
- 深夜の告白
- スタートレックシリーズ
  - スタートレック
  - スタートレックII カーンの逆襲
  - スタートレックIII ミスター・スポックを探せ!
  - スタートレックIV 故郷への長い道
  - スタートレックV 新たなる未知へ
  - スタートレックVI 未知の世界
  - スター・トレック
  - スター・トレック イントゥ・ダークネス
  - スター・トレック BEYOND
- 新スタートレックシリーズ（TNG）
  - ジェネレーションズ
  - スタートレック ファーストコンタクト
  - スタートレック 叛乱
  - ネメシス/S.T.X
- ソニック・ザ・ムービー
  - ソニック・ザ・ムービー/ソニック VS ナックルズ
- 第十七捕虜収容所
- ターミネーターシリーズ
  - ターミネーター:新起動/ジェニシス
  - ターミネーター:ニュー・フェイト（20世紀フォックスと共同提供）
- タイタニック（20世紀フォックスと共同提供）
- 誰が為に鐘は鳴る
- ダンジョンズ&ドラゴンズ/アウトローたちの誇り
- タンタンの冒険/ユニコーン号の秘密（コロンビア ピクチャーズと共同提供）
- 地上最大のショウ
- チャイナタウン
- 珍道中シリーズ
- つばさ
- ディープ・インパクト
- ティファニーで朝食を
- でっかくなっちゃった赤い子犬 僕はクリフォード
- トゥームレイダー（日本では東宝東和が配給）
  - トゥームレイダー2（日本では東宝東和が配給）
- トゥモロー・ウォー
- トップガン
  - トップガン マーヴェリック
- ドラゴンスレイヤー（ウォルト・ディズニー・プロダクションと共同提供）
- トランスフォーマーシリーズ（ドリームワークスと共同提供（第2作まで））
  - トランスフォーマー
  - トランスフォーマー: リベンジ
  - トランスフォーマー/ダークサイド・ムーン
  - トランスフォーマー/ロストエイジ
  - トランスフォーマー/最後の騎士王
  - バンブルビー
  - トランスフォーマー/ビースト覚醒
- ドリームガールズ（ドリームワークスと共同提供）
- トリプルX:再起動
- 泥棒成金
- ノア 約束の舟
- ハート・オブ・ウーマン
  - ハート・オブ・マン
- バッタ君町に行く
- バニラ・スカイ
- ハリエットのスパイ大作戦
- パリの恋人
- ハロルドとモード 少年は虹を渡る
- 陽のあたる場所
- フォレスト・ガンプ/一期一会
- フットルース
  - フットルース 夢に向かって
- フライト
- プライベート・ライアン
- ブラック・レイン
- 不思議の国のアリス
- 平原児
- ペット・セメタリー
  - ペット・セメタリー2
  - ペット・セメタリー
- ベティ・ブープ
- ヘラクレス（メトロ・ゴールドウィン・メイヤーと共同提供）
- ベンガルの槍騎兵
- ベンジャミン・バトン 数奇な人生（ワーナー・ブラザースと共同提供）
- 暴君ネロ
- 星の王子ニューヨークへ行く
  - 星の王子 ニューヨークへ行く2
- ホワイト・クリスマス
- ポパイ（ウォルト・ディズニー・プロダクションと共同提供）
- マイレージ、マイライフ
- マラソンマン
- マリアンヌ
- ミッション:インポッシブルシリーズ
  - ミッション:インポッシブル
  - M:I-2
  - M:i:III
  - ミッション:インポッシブル/ゴースト・プロトコル
  - ミッション:インポッシブル/ローグ・ネイション
  - ミッション:インポッシブル/フォールアウト
  - ミッション:インポッシブル/デッドレコニング PART ONE
- めまい
- モロッコ
- ラヴ・パレード
- ラブリーボーン
- リバティ・バランスを射った男
- レディ・イヴ
- ローズマリーの赤ちゃん
- ローマの休日
- ロケットマン
- 我輩はカモである
- 我が道を往く
- わたしは別よ
- G.I.ジョーシリーズ
  - G.I.ジョー
  - G.I.ジョー バック2リベンジ（メトロ・ゴールドウィン・メイヤーと共同提供）
  - G.I.ジョー:漆黒のスネークアイズ（メトロ・ゴールドウィン・メイヤーと共同提供）
- チョコレートアンダーグランド
- マーベル・シネマティック・ユニバース
  - アイアンマンシリーズ
    - アイアンマン（日本ではソニー・ピクチャーズが配給）
    - アイアンマン2

  - マイティ・ソー
  - キャプテン・アメリカ/ザ・ファースト・アベンジャー
- ニコロデオン・ムービーズ
  - エアベンダー
  - シャーロットのおくりもの
  - スパイダーウィックの謎
  - タンタンの冒険/ユニコーン号の秘密（日本では東宝東和が配給）
  - ミュータント・タートルズ
  - レモニー・スニケットの世にも不幸せな物語
  - スポンジ・ボブ/スクエアパンツ ザ・ムービー
  - スポンジ・ボブ 海のみんなが世界を救Woo!
  - パウ・パトロール ザ・ムービー
  - ラグラッツ・ムービー
  - ランゴ
- ドリームワークス・アニメーション（日本では一部の作品はアスミック・エースが配給）
  - シュレックシリーズ
    - シュレック3
    - シュレック フォーエバー

  - マダガスカルシリーズ
    - マダガスカル2
    - マダガスカル3

  - カンフーパンダシリーズ
    - カンフーパンダ
    - マスター・ファイブの秘密
    - カンフーパンダ2

  - ガーディアンズ 伝説の勇者たち
  - 長ぐつをはいたネコ
  - ビー・ムービー
  - ヒックとドラゴン
  - プリンス・オブ・エジプト
  - マウス・タウン ロディとリタの大冒険
  - メガマインド
  - 森のリトル・ギャング
  - モンスターVSエイリアン

## 主なテレビドラマ
- アンタッチャブル
- スパイ大作戦
- 新スパイ大作戦
- ファミリータイズ
- 冒険野郎マクガイバー
- 「スタートレック」シリーズ
- 犯罪捜査官 ネイビーファイル
- 新アンタッチャブル
- 7デイズ 時空大作戦
- 戦争の嵐